# Créchy
Créchy est une commune française, située dans le département de l'Allier en région Auvergne-Rhône-Alpes.

## Géographie

### Localisation
Sept communes sont limitrophes de Créchy :
| Paray-sous-Briailles | Varennes-sur-Allier | Rongères |
|                      | Créchy              | Langy    |
| Marcenat             | Billy               | Sanssat  |

### Hydrographie
La commune de Créchy est située en bordure de l'Allier (rive droite). Le Redan, ruisseau, se jette dans l'Allier sur le territoire de la commune.

### Climat
Pour des articles plus généraux, voir Climat d'Auvergne-Rhône-Alpes et Climat de l'Allier.
En 2010, le climat de la commune est de type climat océanique dégradé des plaines du Centre et du Nord, selon une étude du CNRS s'appuyant sur une série de données couvrant la période 1971-2000. En 2020, Météo-France publie une typologie des climats de la France métropolitaine dans laquelle la commune est dans une zone de transition entre le climat océanique altéré et le climat de montagne ou de marges de montagne et est dans la région climatique Centre et contreforts nord du Massif Central, caractérisée par un air sec en été et un bon ensoleillement.
Pour la période 1971-2000, la température annuelle moyenne est de 11,2 °C, avec une amplitude thermique annuelle de 16,5 °C. Le cumul annuel moyen de précipitations est de 779 mm, avec 10,4 jours de précipitations en janvier et 7,7 jours en juillet. Pour la période 1991-2020, la température moyenne annuelle observée sur la station météorologique de Météo-France la plus proche, sur la commune de Paray-sous-Briailles à 6 km à vol d'oiseau, est de 11,7 °C et le cumul annuel moyen de précipitations est de 744,7 mm,. Pour l'avenir, les paramètres climatiques de la commune estimés pour 2050 selon différents scénarios d'émission de gaz à effet de serre sont consultables sur un site dédié publié par Météo-France en novembre 2022.

## Urbanisme

### Typologie
Au 1er janvier 2024, Créchy est catégorisée commune rurale à habitat dispersé, selon la nouvelle grille communale de densité à 7 niveaux définie par l'Insee en 2022.
Elle appartient à l'unité urbaine de Saint-Germain-des-Fossés, une agglomération intra-départementale dont elle est une commune de la banlieue,. Par ailleurs la commune fait partie de l'aire d'attraction de Vichy, dont elle est une commune de la couronne,. Cette aire, qui regroupe 50 communes, est catégorisée dans les aires de 50 000 à moins de 200 000 habitants,.

### Occupation des sols

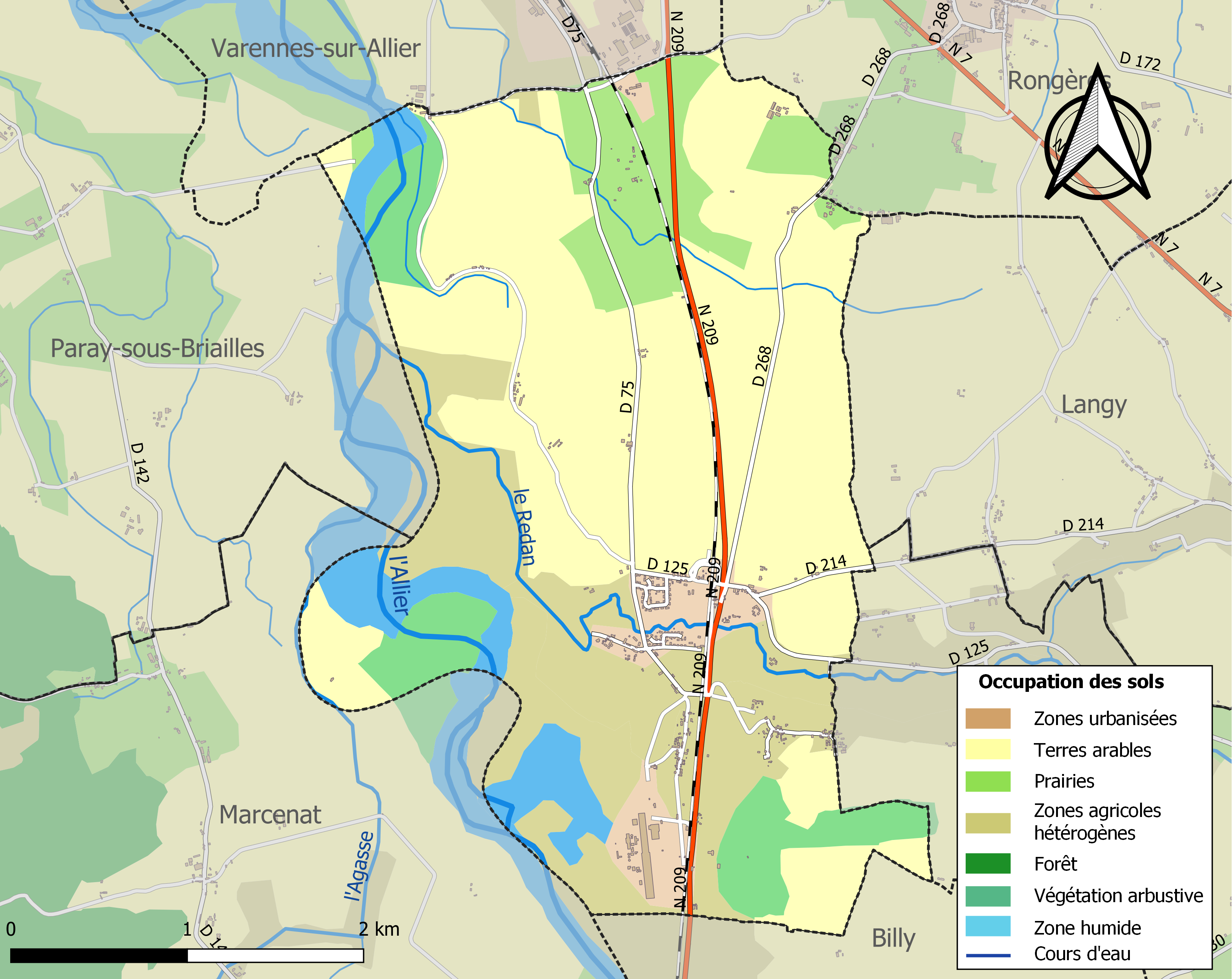
Carte des infrastructures et de l'occupation des sols de la commune en 2018 (CLC).

L'occupation des sols de la commune, telle qu'elle ressort de la base de données européenne d’occupation biophysique des sols Corine Land Cover (CLC), est marquée par l'importance des territoires agricoles (80,8 % en 2018), en diminution par rapport à 1990 (83,4 %). La répartition détaillée en 2018 est la suivante : terres arables (49,7 %), zones agricoles hétérogènes (22 %), prairies (9,1 %), milieux à végétation arbustive et/ou herbacée (7,8 %), eaux continentales (5,9 %), zones urbanisées (2,9 %), zones industrielles ou commerciales et réseaux de communication (2,5 %).
L'IGN met par ailleurs à disposition un outil en ligne permettant de comparer l’évolution dans le temps de l’occupation des sols de la commune (ou de territoires à des échelles différentes). Plusieurs époques sont accessibles sous forme de cartes ou photos aériennes : la carte de Cassini (XVIIIe siècle), la carte d'état-major (1820-1866) et la période actuelle (1950 à aujourd'hui).

### Voies de communication et transports
La route nationale 209, axe reliant Varennes-sur-Allier à Billy et à l'agglomération vichyssoise passe non loin de Créchy ; le territoire communal est également desservi par les routes départementales 75, 125 et 268.
La ligne de Moret - Veneux-les-Sablons à Lyon-Perrache longe la nationale. Une gare était implantée sur cette ligne. Les gares les plus proches ouvertes au service des voyageurs sont situées à Varennes-sur-Allier et à Saint-Germain-des-Fossés ; celles-ci sont desservies par des trains express régionaux d'Auvergne reliant Moulins à Clermont-Ferrand (voire au-delà) via Vichy.

## Histoire
{{Le château de Fouz était situé sur la paroisse de Créchy dont la cure dépendait de l’abbaye de Cluny. Le château de Fouz était un petit bâtiment avec trois tours  entouré de murailles. La famille Berthet qui en était propriétaire fut décimée dans les guerres de Louis XIII. La veuve Anne de Fradel vendit la seigneurie de Fouz le 28 janvier 1654 aux religieuses de la Visitation Notre-Dame de Moulins. Les religieuses achetèrent des terres et des moulins et, au 18e siècle, modifièrent le bâtiment en abattant les tours et en le prolongeant à l’ouest. Elles géraient rationnellement leur propriété et exportaient par le port des Quériaux du lin et du vin ( tout le coteau de Créchy était viticole jusqu’au phylloxéra). On peut penser que Madame de Sévigné qui se rendait vers 1676 de Paris à Vichy, passant par la route de Créchy, s’arrêtait pour prendre du repos chez les Visitandines ordre fondé en 1616 par sa grand-mère madame de Chantal. Les terres des Visitandines furent saisies pendant la Révolution française et revendues à différentes familles paysannes }}

## Politique et administration

### Découpage territorial
Jusqu'en mars 2015, Créchy faisait partie du canton de Varennes-sur-Allier. À la suite du redécoupage des cantons du département, la commune est rattachée au canton de Saint-Pourçain-sur-Sioule.

### Tendances politiques et résultats
Aux élections municipales de 2014, tenues au scrutin majoritaire compte tenu d'une population inférieure à 1 000 habitants, le premier tour n'a pas désigné d'élu : quatre sièges manquaient sur les onze à pourvoir. Un deuxième tour a été organisé. 56,36 % des électeurs ont voté ; ce taux de participation est moindre qu'au premier tour (81,82 %). Le conseil municipal a réélu Luce Billet et désigné deux adjoints.

### Liste des maires
| Période                                  | Période                      | Identité        | Étiquette | Qualité  |
| ---------------------------------------- | ---------------------------- | --------------- | --------- | -------- |
| Les données manquantes sont à compléter. |                              |                 |           |          |
| mars 2001                                | mai 2020                     | Luce Billet     |           | Retraité |
| mai 2020                                 | En cours (au 8 juillet 2020) | Catherine Jonet |           |          |

## Équipements et services publics

### Enseignement
Créchy dépend de l'académie de Clermont-Ferrand. Elle gère une école élémentaire publique.
Les collégiens se rendent à Varennes-sur-Allier et les lycéens à Saint-Pourçain-sur-Sioule, au lycée Blaise-de-Vigenère.

## Population et société

### Démographie
Les habitants de la commune sont appelés les Créchyssois et les Créchyssoises.
L'évolution du nombre d'habitants est connue à travers les recensements de la population effectués dans la commune depuis 1793. Pour les communes de moins de 10 000 habitants, une enquête de recensement portant sur toute la population est réalisée tous les cinq ans, les populations de référence des années intermédiaires étant quant à elles estimées par interpolation ou extrapolation. Pour la commune, le premier recensement exhaustif entrant dans le cadre du nouveau dispositif a été réalisé en 2004.

En 2022, la commune comptait 430 habitants, en évolution de −7,13 % par rapport à 2016 (Allier : −1,38 %, France hors Mayotte : +2,11 %).
| 1793 | 1800 | 1806 | 1821 | 1831 | 1836 | 1841 | 1846 | 1851 |
| ---- | ---- | ---- | ---- | ---- | ---- | ---- | ---- | ---- |
| 382  | 364  | 455  | 451  | 449  | 482  | 486  | 520  | 549  |

| 1856 | 1861 | 1866 | 1872 | 1876 | 1881 | 1886 | 1891 | 1896 |
| ---- | ---- | ---- | ---- | ---- | ---- | ---- | ---- | ---- |
| 544  | 517  | 586  | 612  | 580  | 633  | 618  | 609  | 565  |

| 1901 | 1906 | 1911 | 1921 | 1926 | 1931 | 1936 | 1946 | 1954 |
| ---- | ---- | ---- | ---- | ---- | ---- | ---- | ---- | ---- |
| 506  | 514  | 467  | 506  | 471  | 439  | 455  | 421  | 381  |

| 1962 | 1968 | 1975 | 1982 | 1990 | 1999 | 2004 | 2006 | 2009 |
| ---- | ---- | ---- | ---- | ---- | ---- | ---- | ---- | ---- |
| 356  | 440  | 331  | 425  | 481  | 442  | 440  | 459  | 480  |

| 2014 | 2019 | 2022 | - | - | - | - | - | - |
| ---- | ---- | ---- | - | - | - | - | - | - |
| 472  | 438  | 430  | - | - | - | - | - | - |

## Économie
- Cimenterie de la société Vicat. 75 salariés. Un gazéifieur est installé en 2017-2018 pour améliorer la valorisation énergétique dans la combustion nécessaire à la production des ciments[27].

## Culture locale et patrimoine

### Lieux et monuments
Créchy ne possède aucun édifice inscrit ou classé aux monuments historiques ou recensé à l'inventaire général du patrimoine culturel, non couvert sur ce territoire. En revanche, un objet est classé.
- Église Saint-Germain de Crechy ; les deux cloches, de 1522 et 1526, sont classées aux monuments historiques au titre objet le 14 novembre 1907[28].

### Héraldique
|  | Les armes de la commune se blasonnent ainsi : De gueules à la bande d'argent accompagnée en chef d'un lion d'or et en pointe d'une mitre d'évêque du même. |